# Lijst van rooms-katholieke bisdommen in de Filipijnen
Dit is een lijst van rooms-katholieke bisdommen in de Filipijnen.
| Bisdom                                    | Kerkprovincie      | Ontstaan         | Bisschop                                 |
| ----------------------------------------- | ------------------ | ---------------- | ---------------------------------------- |
| Bisdom Alaminos                           | Lingayen – Dagupan | 12 januari 1985  | bisschop Ricardo Baccay                  |
| Bisdom Antipolo                           | Manilla            | 24 januari 1983  | bisschop Francisco Mendoza de Leon       |
| Bisdom Bacolod                            | Jaro               | 15 juli 1932     | bisschop Patricio Buzon                  |
| Bisdom Baguio                             | Nueva Segovia      | 15 juli 1932     | bisschop Victor Bendico                  |
| Bisdom Balanga                            | San Fernando       | 17 maart 1975    | bisschop Ruperto Santos                  |
| Bisdom Bangued                            | Nueva Segovia      | 12 juni 1955     | bisschop Leopoldo Jaucian                |
| Territoriaal Prelatuur Batanes            | Tuguegarao         | 30 november 1950 | bisschop Danilo Ulep                     |
| Bisdom Bayombong                          | Tuguegarao         | 7 november 1966  | vacant                                   |
| Bisdom Boac                               | Lipa               | 2 april 1977     | bisschop Marcelino Antonio Maralit       |
| Apostolisch vicariaat Bontoc – Lagawe     | -                  | 6 juli 1992      | bisschop-prelaat Valentin Cabbigat Dimoc |
| Bisdom Borongan                           | Palo               | 22 oktober 1960  | bisschop Crispin Barrete Varquez         |
| Bisdom Butuan                             | Cagayan de Oro     | 20 maart 1967    | vacant                                   |
| Bisdom Cabanatuan                         | Lingayen-Dagupan   | 16 februari 1963 | bisschop Sofronio Bancud                 |
| Aartsbisdom Caceres                       | Caceres            | 29 juni 1951     | aartsbisschop Rolando Joven Tria Tirona  |
| Aartsbisdom Cagayan de Oro                | Cagayan de Oro     | 20 januari 1933  | aartsbisschop Antonio Ledesma            |
| Apostolisch vicariaat Calapan             | -                  | 2 juli 1936      | bisschop Warlito Cajandig                |
| Bisdom Calbayog                           | Palo               | 10 april 1910    | bisschop Isabelo Abarquez                |
| Aartsbisdom Capiz                         | Capiz              | 27 januari 1951  | vacant                                   |
| Bisdom Catarman                           | Palo               | 5 december 1974  | bisschop Emmanuel Celeste Trance         |
| Aartsbisdom Cebu                          | Cebu               | 14 augustus 1595 | aartsbisschop Jose Palma                 |
| Aartsbisdom Cotabato                      | Cotabato           | 11 augustus 1950 | aartsbisschop Angelito Lampon            |
| Bisdom Cubao                              | Manilla            | 28 juni 2003     | bisschop Honesto Ongtioco                |
| Bisdom Daet                               | Caceres            | 27 mei 1974      | bisschop Gilbert Armea Garcera           |
| Aartsbisdom Davao                         | -                  | 17 december 1949 | aartsbisschop Romulo Valles              |
| Bisdom Digos                              | Davao              | 5 november 1979  | bisschop Guillermo Dela Vega Afable      |
| Bisdom Dipolog                            | Ozamis             | 31 juli 1967     | bisschop Severo C. Caermare              |
| Bisdom Dumaguete                          | Cebu               | 5 april 1955     | bisschop Julito Buhisan Cortes           |
| Bisdom Gumaca                             | Lipa               | 9 april 1984     | vacant                                   |
| Bisdom Iba                                | San Fernando       | 12 juni 1955     | vacant                                   |
| Bisdom Ilagan                             | Tuguegarao         | 31 januari 1970  | bisschop Joseph Amangi Nacua             |
| Bisdom Iligan                             | Ozamis             | 17 februari 1971 | bisschop Elenito de los Reyes Galido     |
| Bisdom Imus                               | Manilla            | 25 november 1961 | bisschop Reynaldo Gonda Evangelista      |
| Territoriaal Prelatuur Infanta            | Lipa               | 25 april 1950    | bisschop-prelaat Bernardino Cruz Cortez  |
| Territoriaal Prelatuur Ipil               | Zamboanga          | 24 december 1979 | bisschop Julius Sullan Tonel             |
| Territoriaal Prelatuur Isabela            | Zamboanga          | 12 oktober 1963  | bisschop Martin S. Jumoad                |
| Aartsbisdom Jaro                          | Jaro               | 27 mei 1865      | aartsbisschop Angel N. Lagdameo          |
| Apostolisch vicariaat Jolo                | -                  | 28 oktober 1953  | vacant                                   |
| Bisdom Kabankalan                         | Jaro               | 30 maart 1987    | bisschop Patricio Abella Buzon           |
| Bisdom Kalibo                             | Capiz              | 17 januari 1976  | bisschop Jose Corazon Tumbagahan Tala-oc |
| Bisdom Kalookan                           | Manilla            | 28 juni 2003     | vacant                                   |
| Bisdom Kidapawan                          | Cotabato           | 12 juni 1976     | bisschop Romulo Tolentino de la Cruz     |
| Bisdom Laoag                              | Nueva Segovia      | 5 juni 1961      | bisschop Renato Pine Mayugba             |
| Bisdom Legazpi                            | Caceres            | 29 juni 1951     | bisschop Joel Zamudio Baylon             |
| Bisdom Libmanan                           | Caceres            | 9 december 1989  | bisschop José Rojas Rojas jr.            |
| Aartsbisdom Lingayen–Dagupan              | Lingayen – Dagupan | 19 mei 1928      | aartsbisschop Socrates Villegas          |
| Aartsbisdom Lipa                          | Lipa               | 10 april 1910    | aartsbisschop Ramon Cabrera Argüelles    |
| Bisdom Lucena                             | Lipa               | 28 maart 1950    | bisschop Emilio Z. Marquez               |
| Bisdom Maasin                             | Cebu               | 23 maart 1968    | bisschop Precioso D. Cantillas           |
| Bisdom Malaybalay                         | Cagayan de Oro     | 25 april 1969    | bisschop José Araneta Cabantan           |
| Bisdom Malolos                            | Manilla            | 25 november 1961 | bisschop José Francisco Oliveros         |
| Aartsbisdom Manilla                       | Manilla            | 6 februari 1579  | aartsbisschop Jose Advincula             |
| Territoriaal Prelatuur Marawi             | Ozamis             | 20 november 1976 | bisschop Edwin de la Peña y Angot        |
| Bisdom Marbel / General Santos            | Cotabato           | 17 december 1960 | bisschop Dinualdo D. Gutierrez           |
| Bisdom Masbate                            | Caceres            | 23 maart 1968    | bisschop José Salmorin Bantolo           |
| Bisdom Mati                               | Davao              | 16 februari 1984 | vacant                                   |
| Militair Ordinaat van de Filipijnen       | -                  | 8 december 1950  | bisschop Leopoldo Sumaylo Tumulak        |
| Bisdom Naval                              | Palo               | 29 november 1988 | bisschop Filomeno Gonzales Bactol        |
| Bisdom Novaliches                         | Manilla            | 7 december 2002  | bisschop Antonio Realubin Tobias         |
| Aartsbisdom Nueva Segovia                 | Nueva Segovia      | 14 augustus 1595 | aartsbisschop Ernesto Antolin Salgado    |
| Aartsbisdom Ozamis                        | Ozamis             | 27 januari 1951  | aartsbisschop Jesus Armamento Dosado     |
| Bisdom Pagadian                           | Ozamis             | 12 november 1971 | bisschop Emmanuel Treveno Cabajar        |
| Aartsbisdom Palo                          | Palo               | 28 november 1937 | aartsbisschop John Du                    |
| Bisdom Parañaque                          | Manilla            | 7 december 2002  | bisschop Jesse Eugenio Mercado           |
| Bisdom Pasig                              | Manilla            | 28 juni 2003     | bisschop Mylo Hubert Claudio Vergara     |
| Apostolisch vicariaat Puerto Princesa     | -                  | 13 mei 2002      | bisschop Pedro D. Arigo                  |
| Bisdom Romblon                            | Capiz              | 19 december 1974 | bisschop Narciso V. Abellana             |
| Bisdom San Carlos                         | Jaro               | 30 maart 1987    | bisschop Gerardo Alimane Alminaza        |
| Aartsbisdom San Fernando                  | San Fernando       | 11 december 1948 | aartsbisschop Florentino Galang Lavarias |
| Bisdom San Fernando de La Union           | Lingayen-Dagupan   | 19 januari 1970  | bisschop Rodolfo Fontiveros Beltran      |
| Bisdom San Jose                           | Lingayen-Dagupan   | 16 februari 1984 | bisschop Roberto Mallari                 |
| Bisdom San Jose de Antique                | Jaro               | 24 maart 1962    | bisschop Jose Romeo Orquejo Lazo         |
| Apostolisch vicariaat San Jose in Mindoro | -                  | 27 januari 1983  | bisschop Antonio Pepito Palang           |
| Bisdom San Pablo                          | Manilla            | 28 november 1966 | bisschop Buenaventura Malayo Famadico    |
| Bisdom Sorsogon                           | Caceres            | 29 juni 1951     | bisschop Arturo Mandin Bastes            |
| Bisdom Surigao                            | Cagayan de Oro     | 3 juni 1939      | bisschop Antonieto Dumagan Cabajog       |
| Apostolisch vicariaat Tabuk               | -                  | 6 juli 1992      | bisschop Prudencio Padilla Andaya jr.    |
| Bisdom Tagbilaran                         | Cebu               | 8 november 1941  | bisschop Leonardo Yuzon Medroso          |
| Bisdom Tagum                              | Davao              | 13 januari 1962  | bisschop Wilfredo D. Manlapaz            |
| Bisdom Talibon                            | Cebu               | 9 januari 1986   | bisschop Daniel Patrick Y. Parcon        |
| Bisdom Tandag                             | Cagayan de Oro     | 16 juni 1978     | bisschop Nereo P. Odchimar               |
| Bisdom Tarlac                             | San Fernando       | 16 februari 1963 | bisschop Florentino Ferrer Cinense       |
| Apostolisch vicariaat Taytay              | -                  | 13 mei 2002      | bisschop Edgardo Sarabia Juanich         |
| Aartsbisdom Tuguegarao                    | Tuguegarao         | 10 april 1910    | aartsbisschop Sergio Lasam Utleg         |
| Bisdom Urdaneta                           | Lingayen-Dagupan   | 12 januari 1985  | bisschop Jacinto Agcaoili Jose           |
| Bisdom Virac                              | Caceres            | 27 mei 1974      | bisschop Manolo Alarcon de los Santos    |
| Aartsbisdom Zamboanga                     | Zamboanga          | 10 april 1910    | aartsbisschop Romulo de la Cruz          |